# 岸誠二
岸 誠二（きし せいじ）は、日本のアニメーション監督、演出家。滋賀県高島市出身。株式会社ロジスティックス取締役、同社アニメーション事業部チームティルドーン代表。

## 経歴
幼少の頃から映画や漫画、アニメ、ゲームに親しみ、小学校2年生の頃に描いた絵が数々の賞を受賞したことがきっかけで、アニメーション監督を目指すようになる（本人曰く、「勘違いの始まり」）。学生時代は絵画をたしなみ、自ら漫画を描いていたこともあった。
アニメーションをやるには技術を専門学校で学ぶべきだと思い、代々木アニメーション学院アニメ学部に入学。当初は宮崎駿のような絵を描く監督になりたいと考えていたが、業界のレベルの高さを知り、演出へ転向する。アニメーターとして亜細亜堂に入社。フリーを経て、株式会社ロジスティックスに入社し、ソフトウェア開発部門にてアニメーション制作ツール開発やゲーム用アニメーションの制作に携わる。演出は通常、制作進行など他の役職を経験してからなるものだが岸はそこまで待てないと自ら営業していた。後に発注会社はどの演出家に話をもっていくか前もって決めておくことが多くなるが、業界はビジネス面で挑戦できることが多い時期だったことからこのような経緯で演出家になった。その後、同社のアニメーション事業部「チームティルドーン」の発足に関わり、アニメーション演出家として本格的に活動を始める。
現在はチームティルドーン代表として演出・監督業をこなす傍ら、株式会社ロジスティックスの取締役も務める。
2014年10月、第19回アニメーション神戸賞において個人賞を受賞した。

## 人物・エピソード
- 監督デビュー作の『かっぱまき』は演出家としての経験がほとんどないまま突然監督に就任することになったという、異色のエピソードをもつ。このときは、映像論法を徹底的に学習して対応したという。このため彼の演出はほとんどが独学で習得したものである[5]。
- 『瀬戸の花嫁』第1話ではシリーズ構成を務めた上江洲誠と共に声優出演を果たした。さらに、『フロシャイム便り出張版』によると『天体戦士サンレッド』のオーディションでヴァンプ将軍を演じていたことが判明。しかし上江洲曰く「声優・岸誠二はダメダメ」だったらしく、結局落とされてしまった。
- 豪快な性格で『アニメージュ』2009年8月号の「この人に話を聞きたい」では取材中に声の大きさから店員に注意されてしまうというハプニングがあった。しかし仕事に対する姿勢は謙虚なものであり、ファンを「お客様」と呼ぶなど、自らの仕事をサービス業と捉えているところがある[6]。同取材では「ゆっくりなら24時間呑める」という発言もしている。
- 映画に憧れがあり、自分達で映画を作ることを現在の目標としている。また、題材があれば実写やCGなど、アニメ以外の仕事も受けるとのこと。
- 仕事をする上では『瀬戸の花嫁』以降は脚本家の上江洲誠、柿原優子、キャラクターデザイナーの森田和明、演出の浅井義之、松本剛彦、音響監督の飯田里樹、音響効果の奥田維城、色彩設計の伊藤さき子、漆戸幸子らと組む事が多い。

## 監督作品

### テレビアニメ
2003年
- かっぱまき（※監督デビュー作）

2004年
- 勇午 〜交渉人〜「パキスタン編」
- RAGNAROK THE ANIMATION- 総監督：李命進

2005年
- 超ぽじてぃぶ! ファイターズ「燃えるぜ焼けるぜ!」シリーズ「11魔人!亅（-2006年）

2006年
- マジカノ
- ギャラクシーエンジェる〜ん

2007年
- 瀬戸の花嫁

2008年
- 天体戦士サンレッド（-2009年）

2009年
- 天体戦士サンレッド（第2期、-2010年、総監督）

2010年
- Angel Beats!

2011年
- 神様ドォルズ - 音響監督兼任（音響監督は高寺たけしと共同）
- Persona4 the ANIMATION（-2012年）

2012年
- 人類は衰退しました

2013年
- DEVIL SURVIVOR 2 the ANIMATION
- ダンガンロンパ 希望の学園と絶望の高校生 THE ANIMATION
- 蒼き鋼のアルペジオ -アルス・ノヴァ-

2014年
- ハマトラ（総監督）
- 霧くまs
- Re:␣ ハマトラ
- Persona4 the Golden ANIMATION（総監督）
- 結城友奈は勇者である

2015年
- 暗殺教室
- 乱歩奇譚 Game of Laplace

2016年
- 暗殺教室（第2期）
- ダンガンロンパ3 -The End of 希望ヶ峰学園-（総監督）

2017年
- 月がきれい
- ようこそ実力至上主義の教室へ（橋本裕之と共同）
- 結城友奈は勇者である -鷲尾須美の章-/-勇者の章-（総監督）

2018年
- あそびあそばせ
- ラディアン（-2020年）

2020年
- 犬と猫どっちも飼ってると毎日たのしい - シリーズ構成兼任

2021年
- 結城友奈は勇者である -大満開の章-

2022年
- ようこそ実力至上主義の教室へ 2nd Season（総監督、橋本裕之と共同）

2023年
- 青のオーケストラ

2024年
- ようこそ実力至上主義の教室へ 3rd Season（総監督、橋本裕之と共同）

### 劇場アニメ
2013年
- AURA 〜魔竜院光牙最後の闘い〜

2015年
- 劇場版 蒼き鋼のアルペジオ -アルス・ノヴァ- DC
- 劇場版 蒼き鋼のアルペジオ -アルス・ノヴァ- Cadenza

2016年
- 劇場版 暗殺教室 365日の時間
- 殺せんせーQ!（総監督）

### OVA
2008年
- 瀬戸の花嫁OVA 仁

2009年
- 瀬戸の花嫁OVA 義

2010年
- 瀬戸の花嫁　否苦炒亜怒羅魔 極道の妻 KEJIME

2011年
- カーニバル・ファンタズム
- Fate/Prototype

2021年
- Fate/Grand Carnival

### Webアニメ
2016年
- 殺せんせーQ!（シリーズ版）（-2017年、総監督）

2019年
- ケンガンアシュラ

2023年
- ケンガンアシュラSeason2・Part1

2024年
- ケンガンアシュラSeason2・Part2

### ゲーム
- エミル・クロニクル・オンラインゲームショー用PV（2005年）
- グランディアオンラインゲームショー用PV（2005年）
- シュガーコートフリークス（2010年、OPムービー）
- 絶対絶望少女 ダンガンロンパ AnotherEpisode（2014年、アニメパート)

## 参加作品

### テレビアニメ
- 忍たま乱太郎 第1期（1993年-1994年）動画
- ミラクル☆ガールズ（1993年）動画
- とっても!ラッキーマン（1994年-1995年）第32話動画
- ちびまる子ちゃん 第2期（1995年-）動画検査
- あずきちゃん（1995年-1998年）動画
- さくらももこ劇場 コジコジ（1997年-1999年）原画、動画検査
- はれときどきぶた（1997年-1998年）動画検査
- ヴァイスクロイツ グリーエン（2002年）第10話演出
- 爆闘宣言ダイガンダー（2002年）第17話演出
- IZUMO -猛き剣の閃記-（2005年）第2話絵コンテ
- しゅごキャラ!（2008年）第34話絵コンテ

### 劇場アニメ
- リカちゃんとヤマネコ 星の旅（1994年）動画 ※この作品は劇場公開用作品として制作されたがお蔵入りになった。なお、1997年にソフト化している。
- ドラえもん のび太と夢幻三剣士（1994年）動画
- 映画 忍たま乱太郎（1996年）動画
- PERSONA3 THE MOVIE（2013年-2016年）スーパーバイザー

### OVA
- 秘境探検ファム&イーリー（1995年）動画
- ブラック・ジャック KARTE VIII 	緑の想い（1999年）原画
- 王ドロボウJING in Seventh Heaven（2004年）スペシャルサンクス

### ゲーム
- マール王国の人形姫（1998年）スペシャルサンクス
- リトルプリンセス マール王国の人形姫2（1999年）背景着色
- EVE ZERO（2000年）アニメーションパート絵コンテ、演出、原画、動画検査、制作進行
- EVE The Fatal Attraction（2001年）アニメーションパート絵コンテ、演出、制作進行
- ラ・ピュセル 光の聖女伝説（2002年）スペシャルサンクス
- 魔界戦記ディスガイア（2003年）スペシャルサンクス
- EVE burst error PLUS（2003年）アニメーションパート制作進行
- ティアリングサーガシリーズ ベルウィックサーガ（2005年）プロダクションコーディネーター
- プリンセスメーカー4（2005年）色トレス
- テイルズ オブ エクシリア2（2012年）イベント絵コンテ協力

## 出演
- 並木のり子『のりこんで濃い・恋・来い!』（2005年・2010年）第38回・第166回ゲスト
- 瀬戸の花嫁第1話友情（カメオ）出演（2007年）テレビの音声役
- 瀬戸の花嫁 婿入りラジオ出演（2007年）
- かーずラジオ〜夏子乗せ〜（2008年）第22盛りゲスト
- 天体戦士サンレッドイベント用架空ドキュメンタリー『プロジェクトS - 戦後の太陽 - 』（2009年）本人役